# Mitsubishi Zinger
Mitsubishi Zinger (także pod nazwą Mitsubishi Fuzion) – samochód osobowy typu MPV produkowany przez japońską firmę Mitsubishi od roku 2005 z przeznaczeniem na rynek tajwański. Dostępny jako 5-drzwiowy minivan. Samochód oparty został na płycie podłogowej modelu Pajero Sport. Do napędu użyto silnika R4 o pojemności 2,4 litra. Napęd przenoszona jest na oś tylną poprzez 4-biegową automatyczną bądź 5-biegową manualną skrzynię biegów.